# Huszczka Mała
Huszczka Mała – wieś w Polsce położona w województwie lubelskim, w powiecie zamojskim, w gminie Skierbieszów.
W latach 1975–1998 miejscowość administracyjnie należała do województwa zamojskiego.
W Huszczce Małej urodził się Jan Gryn – komendant Okręgu Lublin Batalionów Chłopskich.
Wieś jest sołectwem w gminie Skierbieszów. Według Narodowego Spisu Powszechnego z roku 2011 wieś liczyła 95 mieszkańców.
Wierni Kościoła rzymskokatolickiego należą do parafii Świętego Krzyża w Kalinówce.